# Christl Cranz
Christel Franziska Antonia Cranz detta Christl (Bruxelles, 1º luglio 1914 – Oberstaufen, 28 settembre 2004) è stata una sciatrice alpina, allenatrice di sci alpino e saggista tedesca, dominatrice della disciplina negli anni 1930.
Prima campionessa olimpica nella storia dello sci alpino (nella combinata a Garmisch-Partenkirchen 1936), ai Campionati mondiali vinse in carriera quindici medaglie, primato mai più superato.
Era sorella di Rudi, a sua volta sciatore alpino di alto livello; durante la divisione della Germania (1945-1990) ebbe la cittadinanza tedesca occidentale.

## Biografia
La famiglia di Christl Cranz lasciò il Belgio dopo lo scoppio della prima guerra mondiale e si trasferì a Grindelwald, in Svizzera, dove all'età di sei anni la futura campionessa imparò a sciare da autodidatta e a sette vinse la sua prima gara; in seguito la famiglia si trasferì, nel 1928, a Friburgo in Brisgovia, dove la Cranz si diplomò insegnante di educazione fisica.

### Carriera sciistica

#### Stagioni 1931-1936
Sciatrice polivalente, eccelleva in particolare nello slalom speciale, di recente introduzione, nel quale si specializzò fin dal 1931. Si mise in luce ai Campionati tedeschi del 1934 a Berchtesgaden vincendo tutte le gare in programma. Poco più tardi prese parte ai suoi primi Campionati mondiali, Sankt Moritz 1934, dove vinse la medaglia d'oro nello slalom speciale e nella combinata e quella d'argento nella discesa libera, alle spalle della svizzera Anny Rüegg. Anche nella rassegna iridata di Mürren 1935, si aggiudicò tre medaglie: l'oro nella discesa libera e nella combinata e l'argento nello slalom speciale, ancora dietro alla Rüegg.
L'anno dopo si disputarono i IV Giochi olimpici invernali di Garmisch-Partenkirchen 1936, i primi a prevedere lo sci alpino nel proprio programma; la Cranz vinse la medaglia d'oro nella combinata, unica gara disputata, grazie a un clamoroso recupero: nella prova di discesa libera fu soltanto 6ª, a causa di una caduta, però poi vinse quella di slalom speciale con un distacco mai più eguagliato di 21,3 secondi sulla seconda, la sua connazionale Käthe Grasegger. Tale successo ebbe vasta eco in Germania, dove già alla vigilia vi erano grandi aspettative sulla sciatrice, e fu utilizzato a fini propagandistici dal regime nazista nel quadro della Bund Deutscher Mädel, il ramo femminile del movimento giovanile del Partito nazista (la Gioventù hitleriana).

#### Stagioni 1937-1941
Ai Mondiali di Chamonix 1937 la Cranz vinse la medaglia d'oro in tutte e tre le gare disputate - discesa libera, slalom speciale e combinata - superando le connazionali Grasegger e Lisa Resch e la svizzera Nini Arx-Zogg; l'anno dopo nella rassegna iridata di Engelberg fu nuovamente oro nello slalom speciale e nella combinata, mentre nella discesa libera fu battuta dalla Arx-Zogg e vinse così la medaglia d'argento.
La sciatrice tedesca dominò anche la sua ultima partecipazione iridata, Zakopane 1939, dove vinse tutti i tre titoli in palio. Lo scoppio della seconda guerra mondiale limitò fortemente la pratica sportiva; ai "Mondiali" del 1941, disputati a Cortina d'Ampezzo ma non riconosciuti dalla Federazione Internazionale Sci poiché non poterono prendervi parte gli atleti dei Paesi nemici dell'Asse, vinse ancora due medaglie d'oro (nella discesa libera e nella combinata) e una d'argento (nello slalom speciale vinto dall'italiana Celina Seghi).

### Carriera da allenatrice
Fu l'allenatrice della Squadra Unificata Tedesca ai Giochi olimpici invernali di Cortina d'Ampezzo 1956 e di Squaw Valley 1960. In quest'ultima competizione, così come in quella successiva di Innsbruck 1964, fu anche giudice alle gare di sci.

### Altre attività
Terminata la carriera sportiva, nel 1943 sposò l'aviatore Adolf Borchers; al termine della seconda guerra mondiale la coppia fu internata in un campo di lavoro per collaborazionismo. Nel 1948 la Cranz fondò assieme al marito una scuola di sci a Steibis, presso Oberstaufen, che diresse per quarant'anni. Scrisse diversi libri sull'insegnamento dello sci, ma visse il resto della sua esistenza appartata e senza più essere autorizzata a insegnare in scuole pubbliche a causa dei suoi trascorsi filonazisti; la sua salute declinò dopo un incidente domestico e morì a Steibis il 29 settembre 2004.

## Palmarès

### Olimpiadi
- 1 medaglia:
  - 1 oro (combinata a Garmisch-Partenkirchen 1936)

### Mondiali
- 15 medaglie:
  - 12 ori (slalom speciale, combinata a Sankt Moritz 1934[3]; discesa libera, combinata a Mürren 1935[3]; discesa libera, slalom speciale, combinata a Chamonix 1937; slalom speciale, combinata a Engelberg 1938; discesa libera, slalom speciale, combinata a Zakopane 1939)
  - 3 argenti (discesa libera a Sankt Moritz 1934[3]; slalom speciale a Mürren 1935[3]; discesa libera a Engelberg 1938)

### Campionati tedeschi
- 12 ori (tra i quali discesa libera, slalom speciale e combinata nel 1934)[1][2]

## Pubblicazioni
- Skilauf für die Frau[2], Henne, Aalen, 1935[senza fonte]
- Erprobtes und "Erfahrenes". Skiläufer u. ihr Gerät (con Rudi Cranz), Bruckmann, Monaco di Baviera, 1939[senza fonte]
- Christl erzähl. Plaudereien aus meinem Skiläuferleben, Bergverl. Rother, Monaco di Baviera, 1950[senza fonte]
- Wir laufen Ski, Bertelsmann, Gütersloh, 1958[senza fonte]

## Riconoscimenti
- Hall of fame dello sci nel 1991[2]